# Benedetto Robazza
Mario Benedetto Robazza (Roma, 2 marzo 1934 – Roma, 26 giugno 2020) è stato uno scultore italiano.

## Biografia
Nato poco prima della seconda guerra mondiale, durante il conflitto rimase orfano di padre, deportato e morto in un tentativo di fuga. Nel 1941 morì anche il fratello minore, di meningite fulminante Robazza per un periodo visse di espedienti, a Trastevere, con la madre. Senza titoli di studio, nel 1952 si arruolò in marina. Divenne sottufficiale e pugile dilettante. Nel 1956 tornò a casa, dove eseguì i primi ritratti. Partì poi per il Belgio, dove seguì corsi di gemmologia.
Rientrato a Roma, realizzò un busto del calciatore Luciano Re Cecconi, Amore e solidarietà (consegnato nel 1979 a Sandro Pertini e l'anno dopo a Giovanni Paolo II), un bassorilievo in bronzo dedicato ad Aldo Moro e alla sua scorta e un altorilievo in memoria degli agenti Antonio Mea e Pierino Ollanu (uccisi nei pressi della sede romana della Democrazia Cristiana).
Altre sue opere sono il Cristo per la Cattedrale di Santa Maria Assunta di Altamura e ritratti di Karol Wojtyła, Alcide De Gasperi, Franz Josef Strauß. Realizzò inoltre un monumento in bronzo ad Alfredo Rampi, e alla coppia regnante thailandese Sirikit e Bhumibol. Per le vittime del terrorismo realizzò il monumento della Madonna della Pace, in viale Mazzini a Roma, nonché il monumento ai caduti d'oltremare per il Sacrario di Bari. Realizzò il bronzo del giudice Girolamo Tartaglione, e uno in onore del Presidente degli Stati Uniti Ronald Reagan (opera affidata alla Casa Bianca, posta nella Sala Roosevelt).
Realizzò bassorilievi di numerose piazze romane e opere di ispirazione religiosa. Sua è anche la trasposizione in altorilievo dell'Inferno di Dante Alighieri, 90 metri quadri di marmo resina a rappresentare scene dei 34 canti della prima cantica della Divina Commedia.
Tra le altre sculture, un cavallo di marmo donato al paese di Rocca Priora, dove è presente anche una fontana dell'artista.